# Gidran Senior
Gidran Senior est un étalon arabe de lignée Siglawi, qui est à l'origine de la race du Gidran.

## Histoire
D'après Bonnie Lou Hendricks et Elwyn Hartley Edwards, Gidran est importé depuis l'Arabie vers la Hongrie en 1814,. Un numéro du bulletin officiel de la Société d'encouragement à l'élevage du cheval de guerre français donne pour date d'importation 1815, depuis la Syrie, tandis que Tamsin Pickeral donne 1816.
Le Français S.-F. Touchstone (1901) donne une version à la fois plus détaillée, et légèrement différente : le comte Henri Hardegg a acheté « en orient » une jument arabe nommée Tifle (ou Fisle), pleine d'un étalon de lignée Siglawi, en 1815. Cette jument est envoyée au haras de Bálbona, où elle donne naissance à l'étalon Gidran, dit Gidran « Senior ». 
Gidran se reproduit au haras de Bálbona à partir de 1817, avec des juments d'origines variées, qu'elles soient locales, arabes, transylvaniennes, espagnoles ou napolitaines,. 

## Description
Il est réputé pour avoir été un étalon imposant, bien charpenté, vif et colérique. Gidran ne mesurerait cependant que 1,48 m environ, selon Touchstone.
Gidran est un étalon arabe de robe alezane,. Selon Touchstone, il porte une robe alezan brûlé (ou claire selon d'autres sources), avec des balzanes et une liste (ou une étoile) en tête. 

Lors d'une visite française au haras de Babolna en 1827, il est décrit comme suit : 

« Gidran, premier fils de Shaklavy-Gidran et de Fisle, jument arabe de race Nedschdi, famille Hamdanié, alezan-clair, avec étoile au chanfrein, balzane blanche au pied droit de derrière, les deux jambes gauches ayant chacune des balzanes plus hautes. Il a 10 ans et une taille de quinze paumes un pouce. »

— Description des haras militaires de l'Autriche, leur administration et leur police intérieure

## Origines
Gidran est issu de la lignée Siglawi,.

## Descendance et hommage
Gidran Senior est l'étalon fondateur de la race du Gidran,. En 1820, des juments sont envoyées à Bábolna spécifiquement pour qu'il les saillisse. 
Avec une jument espagnole-napolitaine nommée Arrogante, il donne naissance en 1820 à Gidran II, qui est considéré comme l'étalon fondateur de la race Gidran,,.
Le croisement d'un étalon demi-sang Arabe avec des juments locales hongroises est en effet cité comme l'origine de la race Gidran. Gidran II est un étalon alezan foncé, toisant 1,55 m. Six étalons de robe alezane résultant de ces croisements, dont Gidran II, sont transférés au haras de Mezőhegyes, qui constitue le lieu de sélection de la race du Gidran,. Les chevaux reproducteurs des élevages hongrois sont à cette époque appariés en fonction de leur couleur de robe.